# Atletismo nos Jogos Pan-Americanos de 1999 - 20 km marcha atlética masculina
A prova dos 20 km da marcha atlética masculina nos Jogos Pan-Americanos de 1999 foi realizada em 26 de julho de 1999.

## Medalhistas
| Ouro                       | Prata                    | Bronze                      |
| Bernardo Segura MEX México | Daniel García MEX México | Jefferson Pérez ECU Equador |

### Final
| Posição          | Nome                 | Nacionalidade      | Tempo   | Notas |
| ---------------- | -------------------- | ------------------ | ------- | ----- |
| Medalha de ouro  | Bernardo Segura      | MEX México         | 1:20:17 | PR    |
| Medalha de prata | Daniel García        | MEX México         | 1:20:28 |       |
| 3                | Jefferson Pérez      | ECU Equador        | 1:20:46 |       |
| 4                | Julio René Martínez  | GUA Guatemala      | 1:20:58 |       |
| 5                | Arturo Huerta        | CAN Canadá         | 1:22:02 |       |
| 6                | Curt Clausen         | USA Estados Unidos | 1:23:39 |       |
| 7                | Luis Fernando García | GUA Guatemala      | 1:26:24 |       |
| 8                | Tim Berrett          | CAN Canadá         | 1:27:04 |       |
| 9                | Tim Seaman           | URU Uruguai        | 1:28:28 |       |